# Hawryłowicze
Hawryłowicze (biał. Гаўрылавічы; ros. Гавриловичи) – wieś na Białorusi, w obwodzie witebskim, w rejonie postawskim, w sielsowiecie Nowosiółki.

## Historia
W czasach zaborów w granicach Imperium Rosyjskiego.
W dwudziestoleciu międzywojennym wieś leżała w Polsce, w województwie wileńskim, w powiecie duniłowickim (od 1926 postawskim), w gminie Łuczaj.
Według Powszechnego Spisu Ludności z 1921 roku zamieszkiwało tu 185 osób, 123 były wyznania rzymskokatolickiego a 62 prawosławnego. Jednocześnie 110 mieszkańców  zadeklarowało polską przynależność narodową a 75 białoruską. Było tu 39 budynków mieszkalnych. W 1931 w 37 domach zamieszkiwało 195 osób.
Miejscowość należała do parafii rzymskokatolickiej w Łuczaju i prawosławnej w Ożunach. Podlegała pod Sąd Grodzki w Postawach i Okręgowy w Wilnie; właściwy urząd pocztowy mieścił się w m. Łuczaj.
W 1938 roku miejscowość należała do gromady Kukisze gminy Łuczaj.
Po agresji ZSRR na Polskę w 1939 roku wieś znalazła się pod okupacją sowiecką, w granicach BSRR. W latach 1941–1944 była pod okupacją niemiecką. Następnie leżała w BSRR. Od 1991 roku w Republice Białorusi.
Do 1960 wieś była w składzie sielsowietu Duniłowicze.